# Torre medieval d'Alcalalí
La Torre medieval d'Alcalalí (Marina Alta, País Valencià), coneguda també amb la denominació de Torre i Palau senyorial de Rois de Liori, és una torre defensiva d'origen islàmic construïda en el segle xiv, la qual se situa adossada entre dos edificis.
Es tracta d'una torre prismàtica de planta gairebé quadrada de sis per vuit metres amb base atalussada i murs de maçoneria reforçats en els cantons amb carreus. En els seus paraments es distribuïxen els seus escassos buits de diferents grandàries, alguns d'ells encegats, comptant amb un accés a nivell del primer pis en la seua cara oest, sota la qual se situava l'aljub abovedat. En l'espai interior, de petites dimensions, hi ha una escala helicoïdal que comunica els seus cinc pisos.